# بشیکتاش (اردهان)
بشیکتاش (به ترکی استانبولی: Beşiktaş) یک منطقهٔ مسکونی در ترکیه است که در اردهان واقع شده‌است.